# 1980 en Tunisie
Chronologie de la Tunisie
- 1976
- 1977
- 1978
- 1979
- 1980
- 1981
- 1982
- 1983
- 1984

Cet article présente les faits marquants de l'année 1980 en Tunisie ou relatifs à la Tunisie.

## Événements

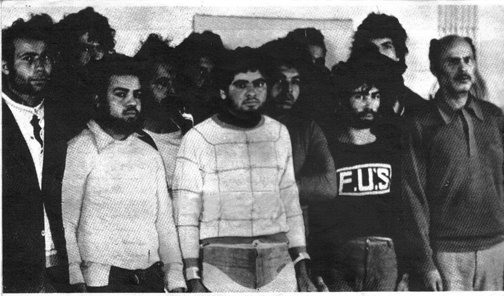
Assaillants de Gafsa capturés.

- 26 janvier-3 février : une tentative de coup d'État organisée par la Libye et l'Algérie ; elle est connue sous l nom d'événements de Gafsa[1].
  - les membres du commando sont appréhendés et traduits en justice à la suite de ces événements qui voient un commando armé en provenance de Libye tenter de provoquer une insurrection populaire ; la Cour de sûreté de l'État condamne une quarantaine de prévenus, quinze d'entre eux étant condamnés à mort et exécutés, 25 récoltant des peines de travaux forcés à perpétuité[2].
- 24 avril : le gouvernement Mohamed Mzali est nommé[1] ; Mohamed Mzali prend la direction du gouvernement à la suite de l'attaque cérébrale dont est victime Hédi Nouira.
- 22 octobre : la reine Élisabeth II et le duc d'Édimbourg rendent hommage aux soldats alliés tués durant la campagne de Tunisie au cours du deuxième jour de leur visite d'État.

## Sports
- Championnats de Tunisie d'athlétisme 1980

### Football
- Équipe de Tunisie de football en 1980
- Championnat de Tunisie de football 1979-1980
- Championnat de Tunisie de football 1980-1981
- Coupe de Tunisie de football 1979-1980
- Coupe de Tunisie de football 1980-1981

### Handball
- Championnat de Tunisie masculin de handball 1979-1980
- Championnat de Tunisie masculin de handball 1980-1981

### Volley-ball
- Championnat de Tunisie masculin de volley-ball 1979-1980
- Championnat de Tunisie masculin de volley-ball 1980-1981

## Culture
- Aziza, film tunisien réalisé en 1980 par Abdellatif Ben Ammar est sélectionné à la Quinzaine des réalisateurs au Festival de Cannes ; il obtient la même année le Tanit d'or aux Journées cinématographiques de Carthage.

## Naissances en 1980
- Naissance en Tunisie en 1980

## Décès en 1980
- Décès en Tunisie en 1980